# Vancouver—Burrard
Pour les articles homonymes, voir Vancouver (homonymie) et Burrard.
Vancouver—Burrard est une ancienne circonscription électorale fédérale de la Colombie-Britannique, représentée de 1925 à 1968.
La circonscription de Vancouver—Burrard est créée en 1924 d'une partie de Burrard. Abolie en 1966, elle est redistribuée parmi Vancouver-Centre et Vancouver-Est.

## Géographie
En 1924, la circonscription de Vancouver—Burrard comprenait :
- Une partie de la cité de Vancouver, délimitée par la rue Nanaimo, la rive méridionale de la péninsule Burrard, la 6e avenue, la promenade Glen, le ravin False, le pont de Granville, la rive d'English Bay et le chemin Alma

## Députés
1. 1925-1930 — John Arthur Clark, CON
2. 1930-1935 — Wilfred Hanbury, PLC
3. 1935-1945 — Gerald Grattan McGeer, PLC
4. 1945-1949 — Charles Merritt, PC
5. 1949-1957 — John Lorne Macdougall, PLC
6. 1957-1962 — John Russell Taylor, PC
7. 1962-1963 — Thomas Berger (en), NPD
8. 1963-1968 — Ron Basford, PLC

- CON = Parti conservateur du Canada (ancien)
- NPD = Nouveau Parti démocratique
- PC = Parti progressiste-conservateur
- PLC = Parti libéral du Canada